# Lempäälä
Lempääla este o comună din centrul Finlandei, la sud de orașul Tampere.